# Charles Aloysius Ramsay

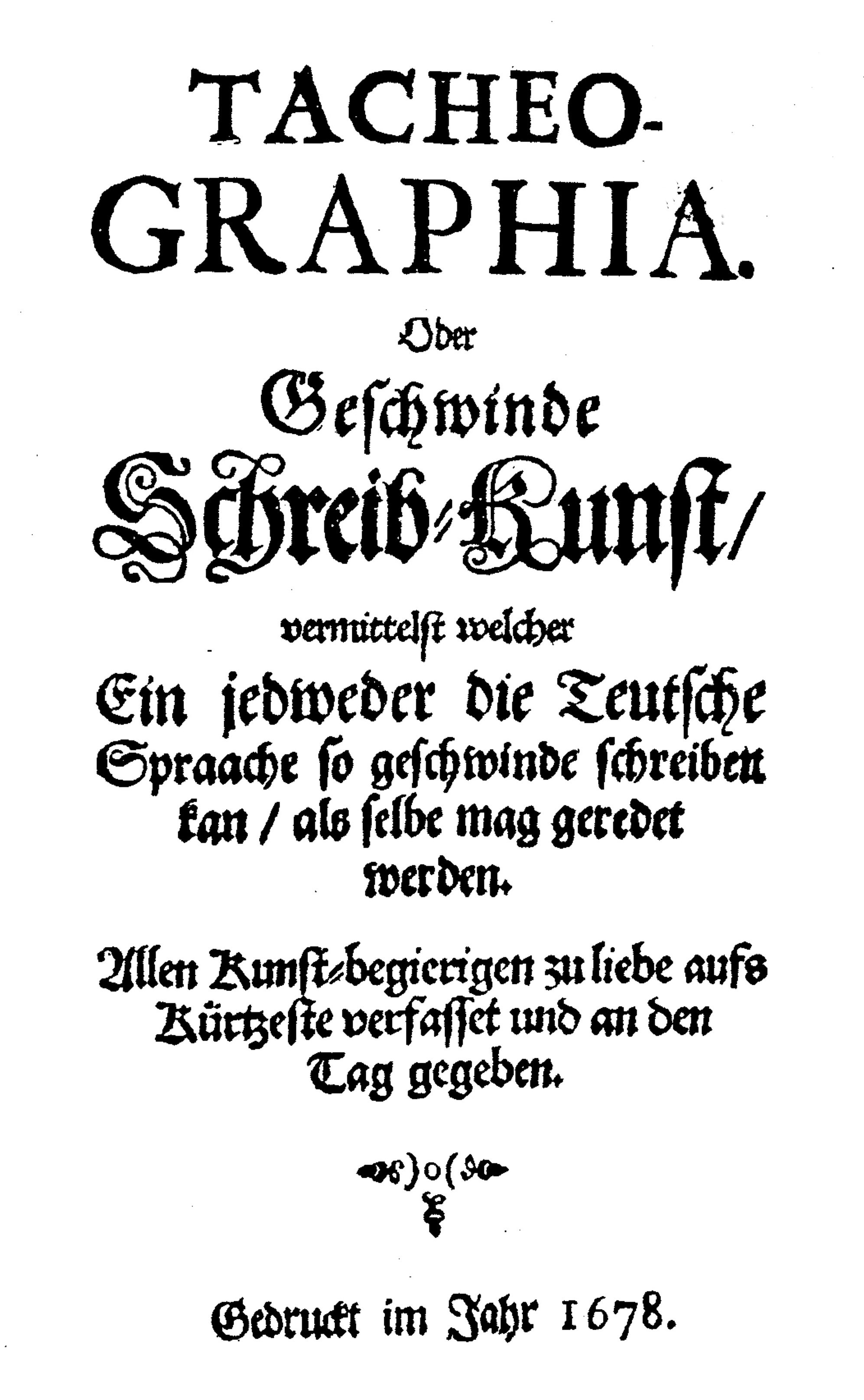
Charles Aloys Ramsay: Tacheographia (Titelseite) – 1678

Charles Aloysius Ramsay, auch Charles Aloys Ramsay und Karl Alois Ramsay († nach 1681) war ein schottischer Wandergelehrter, Übersetzer und Stenograf und der Autor des ersten deutschsprachigen Stenografiebuches, das 1678 veröffentlicht wurde. Mit Ramsays Veröffentlichung beginnt die Geschichte der eigentlichen deutschen Kurzschrift.

## Leben
Ramsay stammte aus einer schottischen Adelsfamilie. Sein Vater war vermutlich Carl Ramsay (1617–1669), ein Verwaltungsbeamter und Schriftsteller in Elbing, Ostpreußen. Charles Aloysius Ramsay lebte nach dem Studium der Chemie, Medizin und der lateinischen Sprache als Wandergelehrter auf dem europäischen Festland. 1677 ist er in Frankfurt am Main nachgewiesen und 1680 in Paris. Sein weiterer Lebensweg liegt im Dunkeln; da nach 1681 keine neuen Publikationen von ihm erschienen sind, ist er vermutlich bald darauf gestorben.

## Werk
Ramsay publizierte stenographische Lehrbücher auf Deutsch (1678), lateinisch (1681) und französisch (1681). Im Wesentlichen handelte es sich dabei um an die jeweilige Sprache angepasste Übertragungen des 1626 von dem Engländer Thomas Shelton aufgestellten Kurzschrift-Systems der Tachygraphie, das Ramsay Tacheographia nannte. So sind in Ramsays deutscher Stenographie gegenüber Shelton zwei Zeichen anders und zwei ausgelassen; in seiner französischen Stenographie sind acht Zeichen anders und vier ausgelassen. Eine ebenfalls von Ramsay erarbeitete Übertragung ins Italienische erschien hingegen nie im Druck und wurde später als sogenannte „Geheimschrift Kaiser Leopolds II.“ während dessen Regentschaft als Großherzog der Toskana (1765 bis 1790) verwendet.
Ramsays auf Shelton beruhende Tacheographia von 1678 ist das erste in deutscher Sprache gedruckte Stenographiebuch. Vorausgegangen sein könnte allenfalls die ursprünglich lateinische Stenographie-Anleitung eines niederländischen Geistlichen von 1666, die nach dem Zeugnis von Daniel Georg Morhof später auch ins Deutsche übertragen worden sein soll; von dieser haben sich aber keine Exemplare erhalten. Ramsays deutsche Tacheographie wurde bis 1792 aufgelegt, allerdings gibt es nur wenige Spuren ihres tatsächlichen Gebrauchs in Deutschland.
In Frankreich wurde Ramsays Tacheographie nur bis 1693 nachgedruckt, doch ersetzte bzw. verdrängte sie dort immerhin die wenig gebräuchliche Kurzschrift des Abtes Jacques Cossard (1651).
Ramsay betätigte sich auch als Übersetzer und übersetzte zwei chemische Abhandlungen des Alchimisten Johannes Kunckel aus dem Deutschen ins Lateinische (1678).

## Werkverzeichnis (ohne Nachdrucke und Neuauflagen)
- Joh. Kunckelii Elect. Sax. Cubiculatii intimi & Chymici Observationes Chymicæ: In quibus agitur De principiis Chymicis, Salibus acidis & alcalibus, sixis & volatilibus, in tribus illis Regnis, Minerali, Vegetabili, & Animali, itemque de odore & colore etc. London / Rotterdam 1678.
- Johannis Kunkelii, Elect. Sax. Cubicularii intimi & Chymici Utiles Observationes sive Animadversiones De Salibus sixis & volatilibus, Auro & argento potabili, Spiritu mundi, & similibus: Item de colore & odore metallorum, mineralium aliarumque rerum quæ à terra producuntur. London / Rotterdam 1678.
- Tacheographia, oder geschwinde Schreib-Kunst, vermittelst welcher ein jedweder die Teutsche Spraache so geschwinde schreiben kan, als selbe mag geredet werden: allen Kunst-begierigen zuliebe aufs Kürtzeste verfasset und an den Tag gegeben. Frankfurt am Main 1678.
- Tacheographia ou l’art d’escrire aussi viste qu’on parle. Paris 1681.
- Tacheographia. Seu Ars breviter et compendiose scribendi: methodo brevissima tradita, ac paucissimis regulis comprehensa, ita ut quilibet mediocriter in hac arte versatus, quaelibet inter perorandum verba assequi, et integram orationem nullo negotio describere possit; Theologis, Jurisconsultis, Sijndicis, scribis, nec non concionum auditoribus, perquam necessaria. Frankfurt / Leipzig / Jena 1681.